# Parys Mountain
Parys Mountain är en kulle i Storbritannien.   Den ligger i kommunen Isle of Anglesey och riksdelen Wales, i den sydvästra delen av landet, 300 km nordväst om huvudstaden London. Toppen på Parys Mountain är 143 meter över havet, eller 78 meter över den omgivande terrängen. Bredden vid basen är 10,2 km. Parys Mountain ligger på ön Anglesey.
Terrängen runt Parys Mountain är platt. Havet är nära Parys Mountain åt nordost.  Närmaste större samhälle är Llangefni, 15,1 km söder om Parys Mountain. Trakten runt Parys Mountain består i huvudsak av gräsmarker.